# Virtuelles Graduiertenkolleg
Ein virtuelles Graduiertenkolleg ist ein Graduiertenkolleg, das Doktoranden aus mehreren Universitäten in einem gemeinsamen Ausbildungsprogramm zusammenführt, wobei ein großer Teil der Ausbildung und Betreuung mit Hilfe neuer Medien ("virtuell") geschieht. Virtuelle Seminare vereinen Vorteile von intensiver lokaler Zusammenarbeit an Forschungsstandorten mit virtueller Kooperation über einzelne Standorte hinweg. Sie können durch Groupware-Systeme, wie bspw. durch das BSCW unterstützt werden. Das erste von der Deutschen Forschungsgemeinschaft geförderte virtuelle Graduiertenkolleg in Deutschland wurde 1999 unter dem Titel „Wissenserwerb und Wissensaustausch mit neuen Medien“ gegründet. Beteiligt sind heute sieben Forschungsinstitute aus drei Städten (Freiburg, Münster und Tübingen).